# Barilius barna
Barilius barna е вид лъчеперка от семейство Шаранови (Cyprinidae). Видът не е застрашен от изчезване.

## Разпространение
Разпространен е в Бангладеш, Бутан, Индия, Мианмар и Непал.

## Описание
На дължина достигат до 15 cm.
Популацията на вида е стабилна.